# Pandaka bipunctata
Pandaka bipunctata é uma espécie de peixe da família Gobiidae e da ordem Perciformes.